# Royaume Abouré-Ehivè
Le royaume Abouré-Ehivè est une organisation sociale traditionnelle installée au sud-est de la Côte d'Ivoire, dans la ville de Bonoua. Il a pour peuple les Abouré-Ehivè, un sous-groupe des Abourés.

## Origine et histoire
Selon la tradition orale, le peuple Abouré est originaire de la région du sud Koumassi (Ghana), aux alentours des sources de la Tanoé, plus précisement au nord-est de ce fleuve. Leur royaume dépend à l'origine du village de Pendema, capitale du pays Dansa. Sous-groupe du groupe Ashanti - et donc Akan -, les Abourés ou « Abou » comme ils s'appellent eux-mêmes, ont fui leur territoire d'origine sous la pression de la guerre et des impôts au XVIIᵉ siècle. Après une révolte contre Pendema et conduits par le roi Nanan Aka Ahobla, ils prennent la direction du sud-est en traversant la Tanoé, puis la Bouègne, pour s'installer à proximité des sources de l'Ehania à l'est de l'Evia, jusqu'à la lagune Edyin (nom Bétilé et Abouré de la lagune Aby). Ils créent ensuite deux villages (Simin et Dibi) où quelques clans élisent domicile. Certains descendent plus bas pour fonder les villages d'Ehanlihin et Kotoka, tandis que d'autres se fixent en bordure de la rivière Oholié. Quant au roi Nanan Aka Ahoba, il s'implante avec le clan royal en bordure de la Bia et fonde les villages d'Ahobaklo, d'Aboisso, d'Ehian et de Wessèbo. Toute cette région royale est appelée Mlé, avec pour capitale du royaume Ahobaklo,.
Les Abourés sont les descendants du peuple Agwa. Sous la royauté de Nanan Adyobi, ils sont combattus et chassés de leur territoire au début du XVIIIᵉ siècle par les Agni-Brafè. Ces derniers les obligent à traverser la Soumié et la Toumanguié pour s'installer sur la rive droite de l'Ovlo, avec à leur tête Valounvi-Vanga et Ebièlè Kissi (deux neuveux royaux remplacant le roi Nanan Adyobi qui se donne la mort à la suite des combats perdus). À partir de l'Ovlowo leur territoire de refuge, les Abourés prennent différents chemins : une partie du clan portant le nom de « Ehè » avec à sa tête Valounvi-Vanga, se dirige vers l'ouest pour s'installer à Moossou et Yaou. L'autre groupe nommé « Ehivè » et conduit par Ebièlè Kissi, arrête son exode à Bonoua-Odjowo. Ces derniers créent le royaume Abouré-Ehivè.

## Organisation socio-politique

### Organisation sociale
Le royaume Abouré-Ehivè est socialement composé de trois générations (M'ploussoué, N'nowé et Noudjou) avec quatre catégories de classes d'âge (Attiblé, Bahoulé, Tchagba, Djamian). Chaque catégorie de classe d'âge a un chef nommé ôfouaminlibé et cette structuration sociale se repète dans les trois quartiers de Bonoua que sont Koumassi, Begneri et Bronoukro. Les générations ont quant à elles des responsables appelés M'manminlibé, les représentants du peuple,.

### Gouvernance
Avec une organisation politique reposant sur une monarchie coutumière au sein de laquelle le pouvoir est héréditaire par la lignée, le royaume Abouré-Ehivè est doté d'un système de gouvernance basé sur les institutions suivantes : le Roi, les clans et les générations (constituées de classes d'âge).

#### Le Roi
Le Roi appelé «M'lingbi» représente le pouvoir exécutif. Son règne s'étend sur l'ensemble des vingt-cinq villages du royaume Abouré-Ehivè. Il est aidé dans sa fonction par un conseil de notables composé des chefs des familles propriétaires de chaises appelées M'lintés. Le conseil des notables exerce les pouvoirs exécutif et judiciaire.

#### Les clans
Les clans sont à l'origine de la fondation du royaume. Au nombre de sept, ce sont : les Ehivevle, le ôbounhivê, les Koho, les Tchantchêvê, les Adêvésséhivê, les Agbissihivê et les Moho. Ces clans ont connu une segmentation pour en produire trente-neuf(39) et chacun d'eux correspond à un groupe de personnes unies par une communauté d'ascendance,.

#### Les générations
Constituées de classes d'âge, les générations assurent la mise en œuvre des décisions prises par le Roi. Elles regroupent l'ensemble des hommes ou des femmes repartis dans les classes d'âge et qui ont reçu la même initiation. Elles peuvent décider des lois et interviennent dans toutes les affaires importantes de la vie du royaume. Les générations sont les gardiennes des us et coutumes. Elles gouvernent le royaume par un système d'alternance entre générations par mandat de vingt-et-un (21) ans,.
Il existe trois générations que sont :    
- la génération N'nowé (celle des sages)
- la génération Noudjou (celle qui exerce le pouvoir)
- la génération M'ploussoué (celle qui apprend l'exercice du pouvoir[9].

## Us et coutumes
Occupant une place centrale dans le royaume Abouré-Ehivè, les us et coutumes représentent un ensemble de pratiques, croyances et comportements transmis de génération en génération. Ils jouent un rôle essentiel en tant que piliers de l'identité, de la transmission culturelle et de la stabilité sociale.

### Le mariage coutumier
Dans le royaume Abouré-Ehivè, le mariage traditionnel est appelé « Apa » et se fait en trois étapes :
- la présentation du prétendant ou « Côcô »
- les fiançailles ou « Assien »
- le mariage coutumier proprement dit.

### La solidarité aux frais funéraires
La solidarité funéraire est importante en pays Abouré-Ehivè. Pour cela, toute personne âgée de 18 ans ou ayant donné naissance avant l'âge de 18 ans doit obligatoirement contribuer financièrement en cas de décès. Les contributions funéraires se font dans les classes d'âge qui se chargent de les collecter et les reverser à la cour royale. En retour, la famille éplorée du contributaire bénéficie d'une assistance de la communauté qui varie selon l'évolution des cotisations.

### L'héritage
Chez les Abouré-Ehivè, la succession se fait par la lignée matrilinéaire. C'est la famille maternelle du défunt qui désigne l'héritier qui peut succéder à un frère, à un cousin, à un neveu, à un oncle ou à un grand-père de la même lignée matrilinéaire. La présentation du successeur se fait au cours d'une cérémonie publique, le troisième jour des funérailles, en présence des enfants du défunt.
Quant au partage des biens, ils concernent les biens propres constitués de terres rurales, de plantations, de maison mises en location, ainsi que de toutes maisons en dehors de la maison d'habitation. Ces biens seront divisés en deux (02) part, entre la famille maternelle et les enfants de la personne décédée.

### Le fokwé
Dans le royaume Abouré-Ehivè, le fokwé est une danse guerrière réservée aux initiés. Elle est sacrée et permet le rassemblement des hommes et des femmes valides pour défendre les causes communautaires majeures.

## Activité économique
Situé en zone forestière, le royaume Abouré-Ehivè a pour activité principale l'agriculture.

## Liste des rois
Le royaume Abouré-Ehivè a connu vingt-deux (22) rois depuis sa création, :
| Rois                            | Années de règne            |
| ------------------------------- | -------------------------- |
| Adyobi                          |                            |
| Ebièlè Kissi                    |                            |
| Angbeni (régent)                |                            |
| Ahouré                          |                            |
| Kacou Nogbou                    | fin du XVIIIème siécle     |
| N'Tayè Aka                      | 1820 - 1873                |
| Djétouan Wata                   | 1873 - 1880                |
| Ehui Nogbou                     | 1880 - 1894                |
| Aboyè Django                    | 1894 - 1909                |
| Oholi Wosso (régent)            |                            |
| Wosso Oholi                     |                            |
| Aman N'Guessan                  |                            |
| Adouko Téké Adouko (régent)     |                            |
| Kouamin Owlan                   |                            |
| Ayemou Ello                     | 1930 - 1939                |
| Anoh Adouko (régent)            |                            |
| Kadjo Kadjo Michel              |                            |
| Vanga Kredi                     | 1939 - 1951                |
| Assémien Anoman Maurice(régent) | 1951 - 1969                |
| Assiri Ossoun Maurice           | 1969 - 1998                |
| Aka Ahouré François             | 2000 - 2012                |
| Miessan Kacou Venance           | Depuis le 19 décembre 2019 |

## Personnalités liées à la région
- Simone Ehivet Gbagbo[15],[16]